# Flushing (Kornwalia)
Flushing – wieś w Anglii, w Kornwalii. Leży 34 km na wschód od miasta Penzance i 378 km na południowy zachód od Londynu. W 2001 miejscowość liczyła 670 mieszkańców.